# Dél-Szudán címere

Dél-Szudán címere 2011-ben

Dél-Szudán címerét a 2011. július 9-én kikiáltott függetlenség után fogadták el. A 2005 és 2011 közötti időszakban a terület autonómiát élvezett Szudánon belül, ekkor a jelenlegitől különböző címereket használtak. A jelenlegi címer kinézetét 2011 áprilisában fogadta el az autonómiát élvező dél-szudáni kormány, amelyet előzőleg a dél-szudáni törvényhozó gyűlés is elfogadott 2011 márciusában.
A címeren egy lármás rétisas látható egy pajzs és két keresztbe tett lándzsa hátterében. A sas jobbra tekint, miközben széttárja szárnyait és lábával tartja az állam nevét tartalmazó tekercset, amelyen a Republic of South Sudan (magyarul: Dél-Szudáni Köztársaság) angol nyelvű felirat olvasható. A feljebb lévő tekercsen az állam mottója, a Justice, Liberty, Prosperity („Igazság, Szabadság, Jólét”) szöveg olvasható.